# Claverol (cantante)

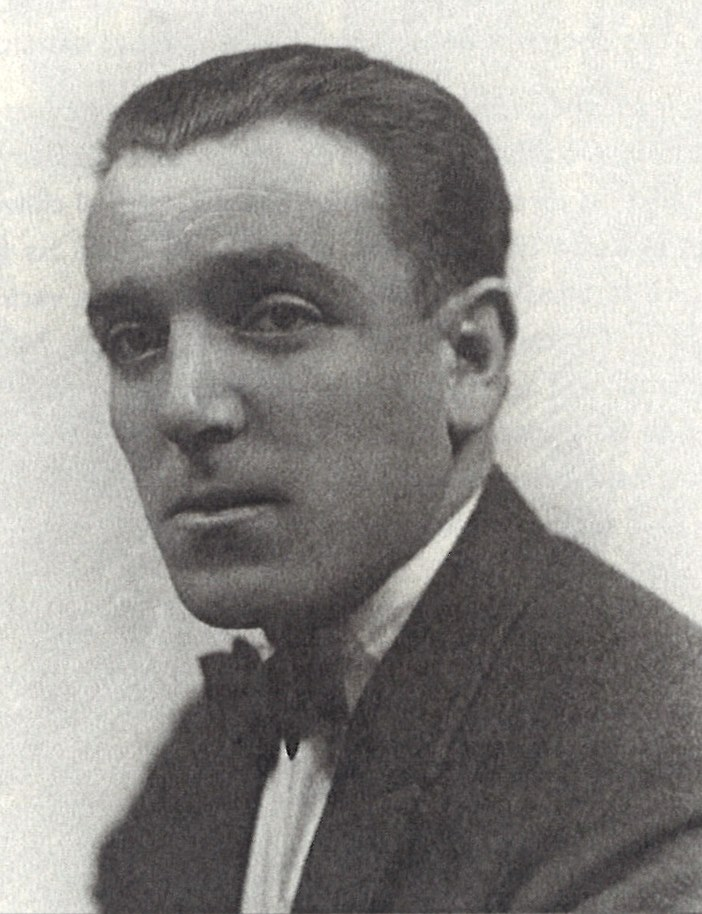
Claverol (1892-1950)

Enrique Claverol Estrada, Claverol, (Oviedo, 31 de octubre de 1892 - 16 de marzo de 1950), fue un cantante asturiano de tonada, componente del grupo Los Cuatro Ases.
En 1907, ya antes de cumplir los dieciséis años de edad, ingresó con la voz de tenor en la Asociación Coral e Instrumental Ovetense, que más tarde pasaría a llamarse Orfeón Ovetense, y allí conocería a Cuchichi, Botón y Miranda, con los que formaría el grupo Los Cuatro Ases en 1920. El cuarteto mantendría su actividad hasta 1942, año en el que tras la muerte de Botón se produciría la disolución del grupo.